# Convento de Corpus Christi

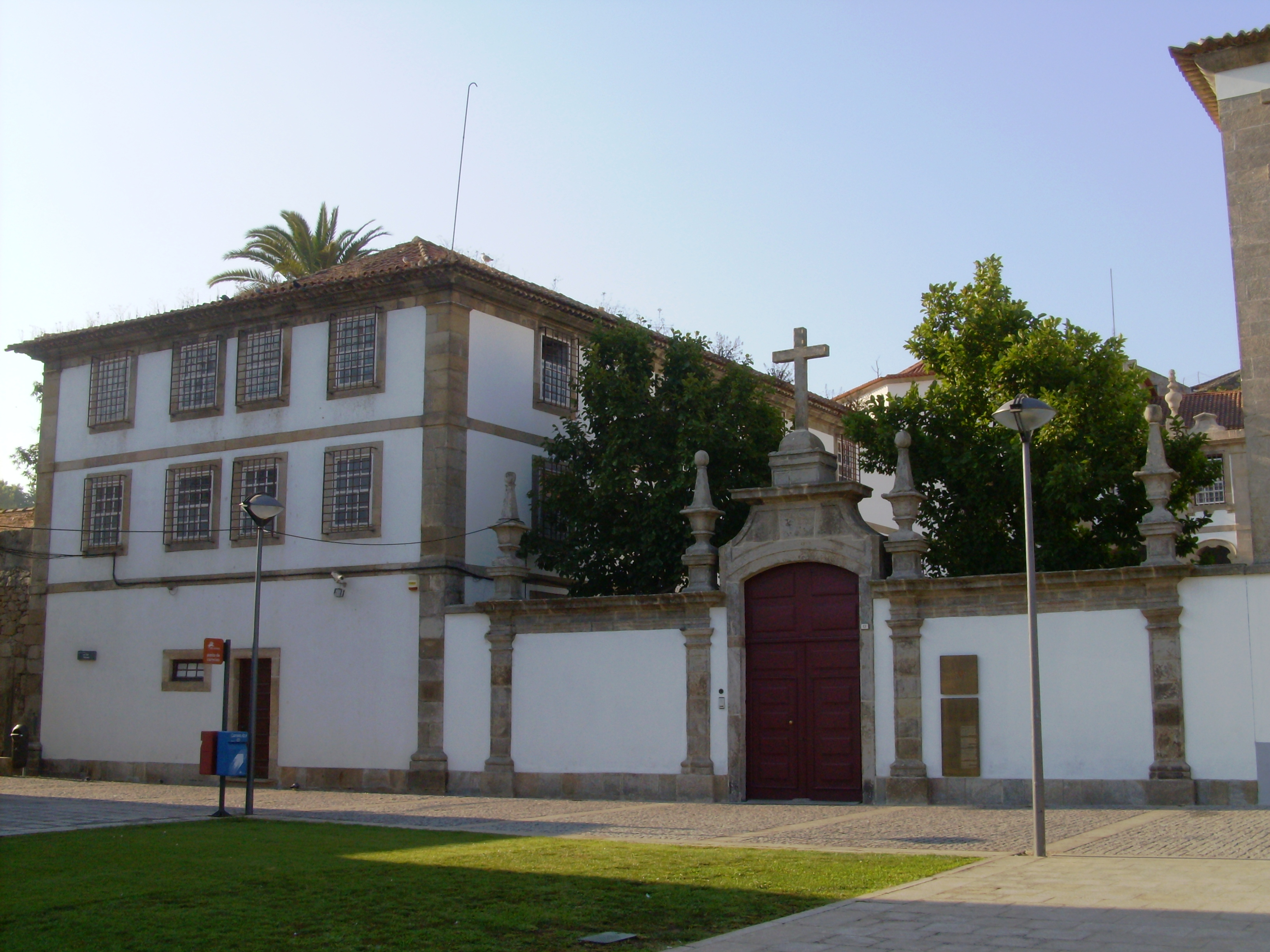
Convento de Corpus Christi, Vila Nova de Gaia.

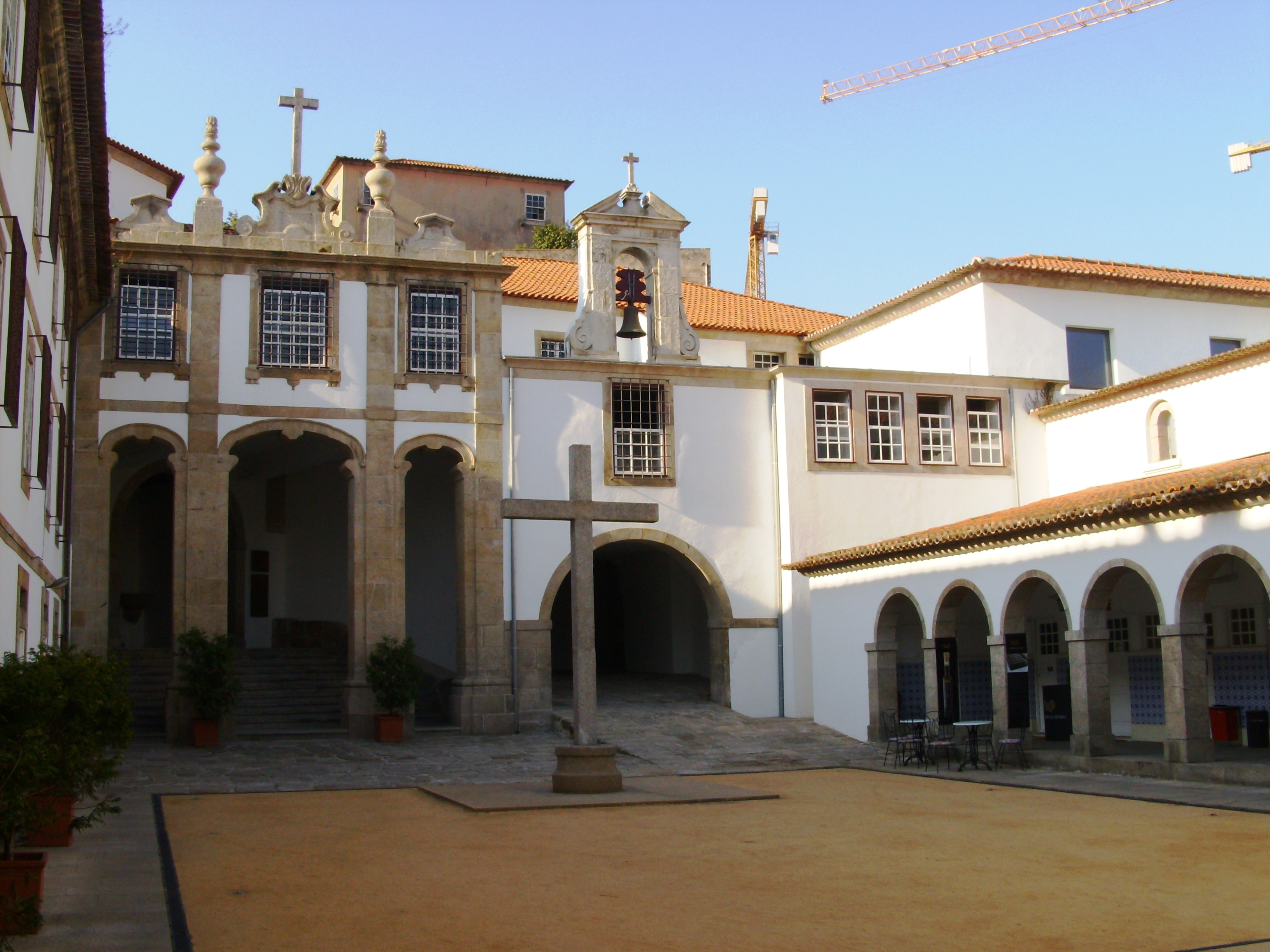
Convento de Corpus Christi: pátio interno e fachada da Igreja.

O Convento de Corpus Christi, também referido como Mosteiro de São Domingos das Donas de Vila Nova de Gaia e Instituto do Bom Pastor, localiza-se junto ao Cais de Gaia, na atual freguesia de Santa Marinha e São Pedro da Afurada, em Vila Nova de Gaia, no Distrito do Porto, em Portugal.
Está classificada como Imóvel de Interesse Público desde 2012.

## História
O mosteiro foi fundado em 1345 por D. Maria Mendes Petite, uma fidalga de Gaia, filha de Soeiro Mendes Petite, viúva do trovador dionisino Estevão Coelho, e mãe de Pero Coelho, um dos responsáveis pelo assassínio de D. Inês de Castro. A família estava ligada à fundação do poderoso Mosteiro de Grijó.
A fundadora dedicou o mosteiro ao Augusto Sacramento da Eucaristia, dotou-o de avultados bens e entregou-o à Ordem de São Domingos, filiando-se no Mosteiro de São Domingos das Donas de Santarém. Um conflito jurídico com o Bispo do Porto, que à época se opôs à sua fundação, provocou atraso significativo na abertura do mosteiro, o que veio a acontecer apenas em 1354.
A primitiva igreja do convento sofreu uma degradação gradual devido às cheias do rio Douro (junto ao qual se localizava), o que levou à edificação de um novo templo, cujas obras tiveram início na segunda metade do século XVII com traça do padre Pantaleão da Rocha de Magalhães - responsável por várias obras no Porto e arredores -, seguindo o modelo do templo lisboeta do Mosteiro do Bom Sucesso de Santa Maria de Belém, pertencente à mesma ordem, e ajustado, nos coros, ao local e às necessidades da congregação, por Gregório Fernandes. Já no século XVIII foi construída a fachada em estilo barroco que antecede o portal da igreja, e onde é patente a influência de Nicolau Nasoni.
Durante o Cerco do Porto, as freiras de Corpus Christi refugiaram-se no Mosteiro de São Salvador de Vairão.
As funções conventuais extinguiram-se em 1894 com a morte da última freira, Marcelina Cândida Viana.
Em 1930, o edifício foi entregue às irmãs do Instituto do Bom Pastor que criaram um Instituto Feminino de Educação e Regeneração. O aumento das internadas levou à construção, em 1940, da ala poente do convento, de arquitetura tipicamente Estado Novo.
No início da década de 1990, tendo-se retirado as Religiosas, foi o conjunto entregue à Ordem Soberana e Militar de Malta, que através da Fundação Frei Manuel Pinto da Fonseca, continuou a afirmar o antigo convento como centro de apostolado.
Revertendo para a Câmara Municipal de Vila Nova de Gaia em 2003, o convento sofreu recentes obras de remodelação, albergando agora um espaço cultural - o Espaço Corpus Christi - e ainda um pólo de mestrado da Faculdade de Belas-Artes da Universidade do Porto.

## Características
A igreja, de concepção centralizada, organiza-se ao longo de um eixo, com nave de planta octogonal abobadada, capela-mor a nascente e coros a poente, rematada por uma cúpula.
Em termos artísticos, destacam-se os quatro altares laterais (com imagens de rara beleza], o coro-alto (espaço da primeira fase do barroco, constituído por um cadeiral distribuído em dois níveis, com formato de "U" e talha dourada), o teto formado por 49 caixotões decorados com pinturas a óleo sobre madeira. A pintura e a imaginária que decoram a igreja (teto do coro alto, espaldar do cadeiral e retábulos) apresentam uma iconografia que se enquadra nas temáticas da Ordem, representando Santos, Doutores da Igreja, figuras Dominicanas e outras, com destaque para três devoções principais: o Santo Rosário, o nome de Jesus e a Eucaristia. O cadeiral, da primeira metade do século XVII, para as horas do ofício e para as reuniões conventuais, apresenta a particularidade de, em cada assento, existir uma carranca diferente, representando negros ou exóticos, e espécies animais e vegetais e, cada voluta ser uma máscara esculpida, cada uma diferente das demais, sugerindo influências do Império Ultramarino.
Encontram-se aqui sepultadas D. Leonor de Alvim, esposa do Condestável D. Nuno Álvares Pereira, e sua avó, D. Maria Mendes Aboim, falecida em 1355 e fundadora do convento; também se encontra aqui a arca tumular de Álvaro Anes de Cernache, primeiro senhor de Gaia, que foi alferes da bandeira da Ala dos Namorados na batalha de Aljubarrota (1385).